# Indigofera capillaris
Indigofera capillaris är en ärtväxtart som beskrevs av Carl Peter Thunberg. Indigofera capillaris ingår i släktet indigosläktet, och familjen ärtväxter. Inga underarter finns listade i Catalogue of Life.